# Сидорук Дмитро Юрійович
Дмитро Юрійович Сидорук (2 лютого 1983, м. Львів — 5 квітня 2022, м. Попасна, Луганська область) — український спортсмен, майстер спорту міжнародного класу зі стрільби з лука, військовослужбовець, молодший сержант 24 ОМБр Збройних сил України, учасник російсько-української війни.

## Життєпис
Дмитро Сидорук народився 2 лютого 1983 року в місті Львові.
Закінчив Львівське училище фізичної культури.

### Спортивна кар'єра
У 2001 році став найсильнішим у світі серед спортсменів, яким не минуло 19 років.
На «Іграх Нескорених 2017» у м. Торонто (Канада) отримав срібну медаль у змаганнях зі стрільби з лука.
Був тренером теперішніх збірних на «Іграх нескорених» та «Warrior Games» зі стрільби із лука, суддя відборів та національних змагань.

### Російсько-українська війна
У 2014 році, у складі 24-ї окремої механізованої бригади брав участь в АТО на сході України. Після важкого поранення 1 вересня 2014 року в боях за Луганський аеропорт, переніс 12 операцій.
Після російського вторгнення в Україну, в складі 24-ї окремої механізованої бригади знову пішов воювати. Загинув 5 квітня 2022 року в бою в м. Попасній Луганської області[джерело?] (за іншими даними — в Херсонській області).

## Нагороди
- орден «За заслуги» III ступеня (2017) — за досягнення високих спортивних результатів на III міжнародних спортивних змаганнях «Ігри Нескорених» у м. Торонто (Канада), виявлені самовідданість та волю до перемоги, піднесення міжнародного авторитету Української держави[4].
- орден «За мужність» III ступеня (2022, посмертно) — за особисту мужність і самовіддані дії, виявлені у захисті державного суверенітету та територіальної цілісності України, вірність військовій присязі[5].
- медаль «Захиснику Вітчизни» (2016) — за особисту мужність і високий професіоналізм, виявлені у захисті державного суверенітету та територіальної цілісності України, вірність військовій присязі[6].